# Chaetodon meyeri
Chaetodon meyeri е вид лъчеперка от семейство Chaetodontidae.

## Разпространение
Видът е разпространен в Австралия, Британска индоокеанска територия, Вануату, Еквадор (Галапагоски острови), Индия (Андамански и Никобарски острови), Индонезия, Кения, Кирибати (Феникс), Кокосови острови, Коморски острови, Мавриций, Мадагаскар, Майот, Малайзия, Малдиви, Малки далечни острови на САЩ (Лайн), Маршалови острови, Мианмар, Микронезия, Мозамбик, Науру, Нова Каледония, Остров Рождество, Палау, Папуа Нова Гвинея, Провинции в КНР, Реюнион, Сейшели, Соломонови острови, Сомалия, Тайван, Тайланд, Танзания, Тонга, Тувалу, Фиджи, Филипини, Френска Полинезия, Френски южни и антарктически територии (Нормандски острови), Шри Ланка, Южна Африка и Япония.